# Amphiporus iwatai
Amphiporus iwatai är en djurart som tillhör fylumet slemmaskar, och som beskrevs av Friedrich 1970. Amphiporus iwatai ingår i släktet Amphiporus och familjen Amphiporidae. Inga underarter finns listade i Catalogue of Life.